# 조르디 알바
조르디 알바(카탈루냐어: Jordi Alba Ramos, 1989년 3월 21일 ~ )는 스페인의 축구 선수로, 포지션은 왼쪽 풀백이며, 현재 미국 메이저 리그 사커의 인터 마이애미 소속이다.

## 클럽 경력
바르셀로나에서 태어난 조르디 알바는 바르셀로나에서 유소년 축구를 시작하였지만 2005년 클럽에서 방출되었다. 그 이후 근처 축구 클럽인 UE 코르네야에서 2년간 뛰다가 발렌시아에 6,000 유로에 스카우트되었다. 2007-08 시즌 발렌시아 B팀을 4부 리그에서 승격 시킨 이후, 2008-09 시즌 짐나스틱으로 임대를 가 프로 데뷔를 하였고, 총 24경기에서 선발 출전하였다.
발렌시아로 복귀한 이후, 2009년 9월 13일 레알 바야돌리드와의 경기에서 프리메라리가 데뷔전을 치렀다. 이후 릴, 슬라비아 프라하와의 UEFA 유로파리그에서 연속 선발 출전하였다. 이 당시 발렌시아 수비진들이 부상으로 많은 시간을 출전하지 못하였기 때문에 조르디 알바가 대신 출전하여 좋은 모습을 보여주었다. 2010년 4월 11일, 그는 마요르카 전에서 프로 데뷔 골을 기록하였다. 이 경기에서 팀은 2-3으로 패배하였다. 2010-11 시즌부터는 본격적으로 제레미 마티유와 경쟁하면서 주전으로 자리잡기 시작하였다. 리그에 총 27경기 출전하였다.
2012년 조르디 알바는 자신의 유소년팀이었던 FC 바르셀로나에 1400만유로의 금액으로 이적하였다.
2023년 5월 24일, 바르셀로나는 공식 홈페이지를 통해 조르디 알바와 계약 만료 1년 전에 상호 합의하에 계약 해지하였고, 2022-23 시즌 종료 후 떠날 것이라고 발표했다.
2023년 7월 20일, 메이저 리그 사커의 인터 마이애미에 입단하였다.

## 국가대표 경력
알바는 2008 UEFA 유로피언 U-19 풋볼 챔피언십에서 스페인 대표로 출전하였고, 2009년 이집트에서 열린 FIFA U-20 월드컵에도 출전하였다.
2011년 9월 30일, 알바는 체코와 스코틀랜드와의 UEFA 유로 2012 예선전을 앞두고 성인 국가대표에 첫 소집되었다. 10월 11일 데뷔전을 치렀고, 이 경기에서 다비드 실바의 첫 골에 도움을 기록하였다. 데뷔전에서 인상적인 활약을 펼친 알바는 오랫동안 스페인 국가대표의 왼쪽 수비를 맡아온 호안 카프데빌라의 뒤를 이을 수 있을 것이라는 기대를 갖게 하였다.
그리고 유로 2012에서 전 경기에 출전해 안정적인 수비력과 폭발적인 오버래핑으로 강한 인상을 남겼고, 특히 이탈리아와의 결승전에서 자신의 A매치 데뷔골이자 팀의 추가골을 넣으면서 스페인은 4대 0 대승과 함께 2회 연속으로 우승했다.
2023년 9월 1일, 대표팀 은퇴를 선언했다.

## 기록

### 클럽
2012년 5월 5일 기준
| 클럽     | 시즌    | 국내 리그 | 국내 리그 | 국내 컵 | 국내 컵 | 대륙 대회 | 대륙 대회 | 통산 | 통산 |
| 클럽     | 시즌    | 출장      | 득점      | 출장    | 득점    | 출장      | 득점      | 출장 | 득점 |
| -------- | ------- | --------- | --------- | ------- | ------- | --------- | --------- | ---- | ---- |
| 짐나스틱 | 2008-09 | 37        | 4         | 1       | 0       | -         | -         | 38   | 4    |
| 발렌시아 | 2009-10 | 15        | 1         | 2       | 0       | 9         | 0         | 26   | 1    |
| 발렌시아 | 2010-11 | 27        | 2         | 4       | 0       | 3         | 0         | 34   | 2    |
| 발렌시아 | 2011-12 | 31        | 2         | 8       | 0       | 11        | 1         | 50   | 3    |
| 통산     | 통산    | 110       | 9         | 15      | 0       | 20        | 1         | 145  | 10   |

## 수상
바르셀로나
- 프리메라리가 : 우승 (2012-13, 2014-15, 2015-16, 2017-18
- 수페르코파 데 에스파냐 : 우승 (2013, 2015, 2016)

 스페인
- UEFA 유럽 축구 선수권 대회 : 우승 (2012)
- FIFA 컨페더레이션스컵 : 준우승 (2013)

개인
- UEFA 유럽 축구 선수권 대회 베스트 팀 : 2012
- 2013년 FIFA 컨페더레이션스컵 맨 오브 더 매치 : vs. 나이지리아 (조별리그)